# Lac Matchi-Manitou
Pour les articles homonymes, voir Matchi-Manitou, Matchi et Manitou.
Le lac Matchi-Manitou est un plan d'eau douce des cantons de Pershing et de Denain, de la ville de Senneterre, dans la municipalité régionale de comté (MRC) La Vallée-de-l'Or, dans la région administrative de Abitibi-Témiscamingue, dans la province de Québec, au Canada.
Le lac Matchi-Manitou est situé entièrement en zone forestière. La foresterie constitue la principale activité économique du secteur ; les activités récréotouristiques arrivent en second. Sa surface est généralement gelée du début de décembre à la fin avril.
La surface du lac Matchi-Manitou est de 29,20 km2 est à une altitude de 326 m. Ce lac situé sur le cours de la rivière Marquis constitue le principal plan d’eau de ce bassin versant.

## Géographie
Ce lac est localisé à 39,2 km au Nord du réservoir Dozois, à 52,5 km à l’Est du centre-ville de Val d’Or et à 40,0 km au Sud du centre-ville de Senneterre (ville).
Les principaux bassins versants voisins du lac Matchi-Manitou sont :
- côté Nord : rivière Assup, rivière Marquis, rivière Tavernier, rivière Mégiscane ;
- côté Est : rivière Marquis, lac Ypres, lac Yser, rivière Chochocouane ;
- côté Sud : rivière Shamus ;
- côté Ouest : lac Guéguen, lac Tiblemont, rivière Pascalis.

Les montagnes entourant le lac Matchi-Manitou atteignent une altitude de 403 m du côté Est et 420 m du côté Sud et une altitude de 535 m du côté Ouest soit la montagne de la Tour Matchi-Manitou où une tour de repère planimétrique a été érigée. La topographie du côté Nord est généralement plane et comporte quelques zones de marais.
Le lac Matchi-Manitou est surtout alimenté par :
- côté Nord : ruisseau Collin ;
- côté Est : rivière Marquis ;
- côté Sud : rivière Shamus ;
- côté Ouest : lac Guéguen, lac Tiblemont, rivière Pascalis.

Les montagnes entourant le lac Matchi-Manitou atteignent une altitude de 403 m du côté Est et 420 m du côté Sud et une altitude de 535 m du côté Ouest soit la montagne de la Tour Matchi-Manitou où une tour de repère planimétrique a été érigée. La topographie du côté Nord est généralement plane et comporte quelques zones de marais.
Le lac Matchi-Manitou est surtout alimenté par :
- côté Nord : ruisseau Collin ;
- côté Est : rivière Marquis ;
- côté Sud : rivière Shamus, décharge d’un ensemble de lacs (Namego, Philco, Frontigny…), décharge du lac Savoie.

Le lac Matchi-Manitou épouse la forme d’un grand Y ouvert vers le Nord. Il comporte neuf îles dont la plus grande est l’île du Club ; cette dernière est située près de l’embouchure, soit à l’Ouest de la presqu’île s’avançant vers le Sud.
Après avoir traversé le lac sur 7,5 km vers le Nord-Ouest jusqu’à l’embouchure du lac Matchi-Manitou, situé au Nord, le courant de la rivière Marquis coule d’abord vers le Nord, puis vers l’Ouest en faisant un crochet vers le Sud, avant de se déverser sur la rive Est de la Baie Vauquelin du lac Guéguen (altitude : 323 m). Après avoir traversé ce dernier lac, le courant continue vers l’Ouest jusqu’à la rive Est du lac Simon (altitude : 309 m). Ce dernier lac se décharge vers le Nord et coule jusqu’à la rive Sud-Est du lac Endormi (altitude : 313 m) lequel est traversé vers le Nord par la rivière Louvicourt. Cette dernière se déverse sur la rive Sud du lac Tiblemont (altitude : 309 m). Finalement, le courant va se déverser sur la rive Sud du lac Parent qui se déverse vers le Nord-Ouest dans la rivière Bell laquelle se déverse dans le lac Matagami.

## Toponymie
Pour une certaine période, le lac Matchi-Manitou a aussi été désigné Lac Pershing. Son appellation officielle actuelle avait été utilisé en 1895 par l'arpenteur Henry O'Sullivan qui l'avait alors décrite dans son rapport comme une magnifique nappe d'eau, bordée de hautes montagnes rocheuses couvertes de différentes essences forestières.
Le Dictionnaire des rivières et lacs de la province de Québec (1914 et 1925) indique Lac Matchimanito. Ce lac a aussi été désigné sous les formes Lac Matchimonite et Madji Manidô Sagahigan, provenant des langues crie et innue, signifiant « mauvais esprit ».
Selon les écrits du père Joseph-Étienne Guinard, une vieille légende raconte que des Amérindiens ayant pris place dans deux canots s'étaient un jour lancés à la poursuite d'un orignal énorme. Soudain, ils s'engouffrèrent dans les eaux du lac, et cela par temps calme et à faible distance du rivage. Depuis lors, les Autochtones n'osent plus s'approcher du lieu que devait hanter le matcimanito, signifiant le diable. Plus récemment, les noms Kawâsibitebîk Sagahigan et Kâwâsibitebik Sagahigan, d'origine algonquine, ont été répertoriés, signifiant respectivement « là où la roche brille sur l'eau » et « lac qui scintille ».
En 1935, Stanley Siscoe, fondateur de la mine Siscoe près de Val-d'Or, est mort de froid sur ce lac après l'écrasement de son avion. À l'ouest du lac s'élève une « montagne de la Tour Matchi-Manitou », dont le sommet atteint 535 m d'altitude, où une tour de repère planimétrique a été érigée. Antérieurement, les habitants du secteur l'appelaient aussi Mont Devil,.
Le terme « Matchi-Manitou » est d’origine amérindienne. Ce terme est associé au territoire non organisé Matchi-Manitou, à la montagne et au lac.
Le toponyme "lac Matchi-Manitou" a été officialisé le 5 décembre 1968 par la Commission de toponymie du Québec lors de sa création.